# Megalo Box
Megalo Box (メガロボクス, Megaro Bokusu) é um anime de 2018, criado em comemoração ao 50.º aniversário do mangá Ashita no Joe. Foi produzido pelo estúdio TMS Entertainment e 3xCube, que também produziu o segundo anime de Ashita no Joe em 1980. O produtor executivo é o diretor Yō Moriyama, trabalhando com os roteiristas Katsuhiko Manabe e Kensaku Kojima, com música composta pelo artista de hip hop Mabanua.
A série foi transmitida no Japão de 6 de abril de 2018 a 29 de junho de 2018 e foi transmitida em simulcast na Crunchyroll. A série foi licenciada pela Viz Media para um lançamento em inglês e começou a ser exibida no Toonami nos Estados Unidos a partir de 8 de dezembro de 2018. Foi anunciada uma segunda temporada que ocorrerá vários anos após os eventos da primeira temporada.

## Enredo
A série se passa em um cenário futurista, onde cidadãos licenciados vivem em uma cidade rica, enquanto, nos arredores desta cidade, há uma cidade de favela onde cidadãos sem licença vivem no Japão. O Megalo Boxing é um esporte popular neste mundo semelhante ao boxe, exceto que os boxeadores lutam usando uma armação de metal que torna seus ataques muito mais letais. Junk Dog é um jovem que luta em ringues ilegais subterrâneos em brigas que têm um resultado fixo, onde seu treinador Gansaku Nanbu o orienta sobre quando perder uma luta. Uma noite, ele quase colide com sua moto contra Yukiko Shirato, que é o chefe do rico grupo Shirato que supervisiona o torneio de Megalonia. Junk Dog briga com seu guarda-costas Yūri, que também é o melhor Megalo Boxer. Yukiko interrompe a luta, mas Yūri procura Junk Dog e o encontra no ringue subterrâneo, onde ele vence facilmente o lutador menos experiente e diz para ele lutar novamente em Megalonia, que Junk Dog precisaria de um lugar no topo do Megalo oficial Classificações de caixas para se qualificar, bem como um ID de cidadania adequado para inserir as classificações em primeiro lugar. Depois que Nanbu convence o chefe da máfia Fujimaki a forjar um ID para Junk Dog com o nome Joe, os dois recebem três meses para alcançar seu objetivo de chegar ao topo do ranking da Megalo Box para ter uma chance de lutar no Megalonia.

## Mídia

### Anime
O anime foi anunciado em 12 de outubro de 2017 através de um vídeo enviado ao canal oficial do YouTube da TMS Entertainment. Yō Moriyama, que anteriormente trabalhou como designer em Shingeki no Kyojin e Koutetsujou no Kabaneri, atuou como diretor de série e designer. O tema de abertura é "Bite", de Leo Imai, e o de encerramento é "Kakatte Koi yo" (かかってこいよ, Come at Me) por NakamuraEmi, com canções de COMA-CHI. A série foi transmitida em simulcast na Crunchyroll; foi ao ar com treze episódios e o lançamento japonês do Blu-ray continha um novo anime curto. Durante o painel da Anime Expo 2018, a Viz Media anunciou que licenciou o anime. A Anime Limited anunciou que havia adquirido a série para lançamento em home video no Reino Unido e na Irlanda. Madman Entertainment adquiriu a série para distribuição na Austrália e Nova Zelândia e transmitiu a série no AnimeLab.
A série estreou no bloco Toonami do Adult Swim em 8 de dezembro de 2018.
Durante o Anime NYC em 16 de novembro de 2019, a equipe anunciou que a série receberá uma segunda temporada.

### Mangá
Chikara Sakuma lançou uma adaptação do mangá do anime Megalo Box intitulado Megalo Box - Shukumei no Sōken (メガロボクス 宿命の双拳) 双拳 que foi publicado na Shonen Edge Magazine, da Kodansha, de 17 de fevereiro de 2018 a 17 de agosto de 2018 com 2 volumes publicados.